# 濱名湖橋
濱名湖橋（日语：／）是一座橫跨滨名湖的四車道公路橋，位於日本静冈县濱松市。這座橋橫跨濱名湖北部，邻近館山寺，東名高速公路從桥上经过:46，為全長603公尺的曲線钢结构箱樑橋，其四個連續跨度總長140公尺，支撐點的箱樑截面均為6×6公尺。並以平緩的倒S形曲線橫跨濱名湖，連接了濱松市中央區的滨松西交流道和同市濱名區的濱名湖服務區:38。

## 历史
該橋於昭和41年（1966年）3月开工兴建，由橫河橋樑製造株式會社（今橫河橋樑）和松尾橋樑株式會社（今IHI基礎設施系統）合資建造。完工時，其中央跨度達140公尺，是日本最長的钢架橋。由於湖底淤泥較軟，橋墩基礎採用氣壓沉箱施工。首批鋼沉箱於1966年8月下水，所有沉箱的開挖工作於1967年2月開始。上部鋼樑则於1967年6月开始架设。该桥梁也是世界上第一座採用平衡懸臂法修筑的鋼橋，即在橋墩兩側架設箱樑。
昭和43年（1968年），濱名湖橋榮獲日本土木工程師學會頒發的土木學會田中獎，同年桥梁下部完工，开始桥面施工，昭和44年（1969年），该桥随着東名高速公路的通车而投入使用。